# イダ・ゾッカラット
イダ・ゾッカラット（Ida Zoccarato、1909年5月24日 - 2022年1月16日）は、イタリアのスーパーセンテナリアン。イタリア・ヴェネト州在住だった長寿の女性。
2021年8月27日にマリア・オリヴァが死去して以来、存命中のイタリア最高齢女性となっていた。

## 人物
1909年5月24日、ヴェネト州の田舎の家族のもとに生まれた。マリオ・ノストランと結婚したが、1943年に夫が戦死して未亡人となった。エッダとピエトロの2人の子供がいた。2021年時点ではヴェネト州のポンテ・ディ・ブレンタに住んでいて、4人の孫と2人のひ孫がいるとされる。111歳のころにCovid-19に感染したものの、特に何の影響もなく回復した。
2021年8月27日にイタリアの最高齢者となった。
2022年1月16日に死去。112歳237日没。